# Comté de Gilgandra
Le comté de Gilgandra (en anglais : Gilgandra Shire) est une zone d'administration locale située dans l'État de Nouvelle-Galles du Sud en Australie.

## Géographie
Le comté s'étend sur 4 836 km2 dans la région d'Orana, au centre de la Nouvelle-Galles du Sud, à environ 440 km au nord-ouest de Sydney.
Il est situé au carrefour des Newell Highway, Oxley Highway et Castlereagh Highway. Il est traversé par la Castlereagh River et abrite une partie du parc national de Warrumbungles.
Le comté comprend les localités de Gilgandra, Balladoran et Curban.

## Histoire
Le comté fait partie des 134 créés le 7 mars 1906.

## Démographie
La population s'élevait à 4 368 habitants en 2011 et à 4 236 habitants en 2016.

## Politique et administration
Le comté est administré par un conseil de neuf membres élus pour un mandat de quatre ans, qui à leur tour élisent le maire. À la suite des élections du 4 décembre 2021, le conseil est formé d'indépendants.

### Liste des maires
| Période                                  | Période  | Identité    | Étiquette   | Qualité |
| ---------------------------------------- | -------- | ----------- | ----------- | ------- |
| Les données manquantes sont à compléter. |          |             |             |         |
| septembre 2012                           | En cours | Doug Batten | Indépendant |         |